# Neuroleon (Neuroleon) guptaii
Neuroleon (Neuroleon) guptaii is een insect uit de familie mierenleeuwen (Myrmeleontidae), die tot de orde netvleugeligen (Neuroptera) behoort. De soort komt voor in India.